# Mycomya ansata
Mycomya ansata är en tvåvingeart som beskrevs av Freeman 1951. Mycomya ansata ingår i släktet Mycomya och familjen svampmyggor. Inga underarter finns listade i Catalogue of Life.